# ماجراهای روپرت خرسه
ماجراهای روپرت خرسه (انگلیسی: The Adventures of Rupert Bear) نام یک مجموعهٔ عروسکی بریتانیایی ویژهٔ کودکان بود که از سال ۱۹۶۹ تا ۱۹۷۷ میلادی در ۱۵۶ قسمت از شبکهٔ «آی‌تی‌وی» به روی آنتن رفت.
در ایران نیز، این مجموعه تلویزیونی در اواسط تا اواخر دههٔ پنجاه خورشیدی، با همین نام و با دوبلهٔ فارسی، از تلویزیون پخش شد.